# Río Cusichaca
Der Río Cusichaca ist ein 19 km langer linker Nebenfluss des Río Urubamba in den Anden in der Provinz Urubamba der Region Cusco in Südzentral-Peru.

## Flusslauf
Der Río Cusichaca entspringt an der Südostflanke des 6264 m hohen Salcantay, der höchsten Erhebung der Cordillera Vilcabamba. Er wird auf einer Höhe von 4300 m von einem Gletscher gespeist. Der Río Cusichaca fließt anfangs 3 km nach Osten und wendet sich anschließend allmählich in Richtung Nordnordost. Die Flüsse Quebrada Quesjamayo von links und Quebrada Lluluchapampa von rechts münden in den Río Cusicacha. Dieser passiert auf seinem letzten Kilometer noch die am linken Flussufer gelegene Inkastadt Llactapata und mündet schließlich auf einer Höhe von etwa 2500 m in den nach Westen strömenden Río Urubamba. Ab Flusskilometer 9 bildet der Río Cusichaca die Grenze zwischen den Distrikten Machupicchu im Westen und Ollantaytambo im Osten.

## Einzugsgebiet
Der Río Cusichaca entwässert ein 161 km² großes Areal an der Nordflanke der Cordillera Vilcabamba. Das Einzugsgebiet reicht von der Südostflanke des Salcantay im Südwesten und dem 5362 m hohen Huayanay im Südosten bis zum Río Urubamba im Norden. Der westliche Teil des Einzugsgebietes bildet einen Teil des Schutzgebietes Santuario Histórico de Machupicchu. Das Einzugsgebiet grenzt im Süden an das des Río Berbejo, eines Zuflusses des Río Apurímac, sowie im Südwesten an das des Río Ahobamba.